# Auriscalpium vulgare
El hidno de las piñas (Auriscalpium vulgare) es un hongo del orden Russulales que eso se distribuye extensamente en Europa, América Central, Norteamérica, y Asia templada.